# Plagithmysus diana
Plagithmysus diana är en skalbaggsart som beskrevs av Sharp 1896. Plagithmysus diana ingår i släktet Plagithmysus och familjen långhorningar. Inga underarter finns listade i Catalogue of Life.